# Capítol de cort
Els capítols de cort (en aragonès: capitulos de corte; en llatí: capitula curiae) eren el segon rang de les lleis paccionades a cada una de les corts que regien els diversos estats de la Corona d'Aragó. Aquesta norma jurídica s'aprovava durant una cort i tenia la mateix força legislativa que una constitució.

## Característiques

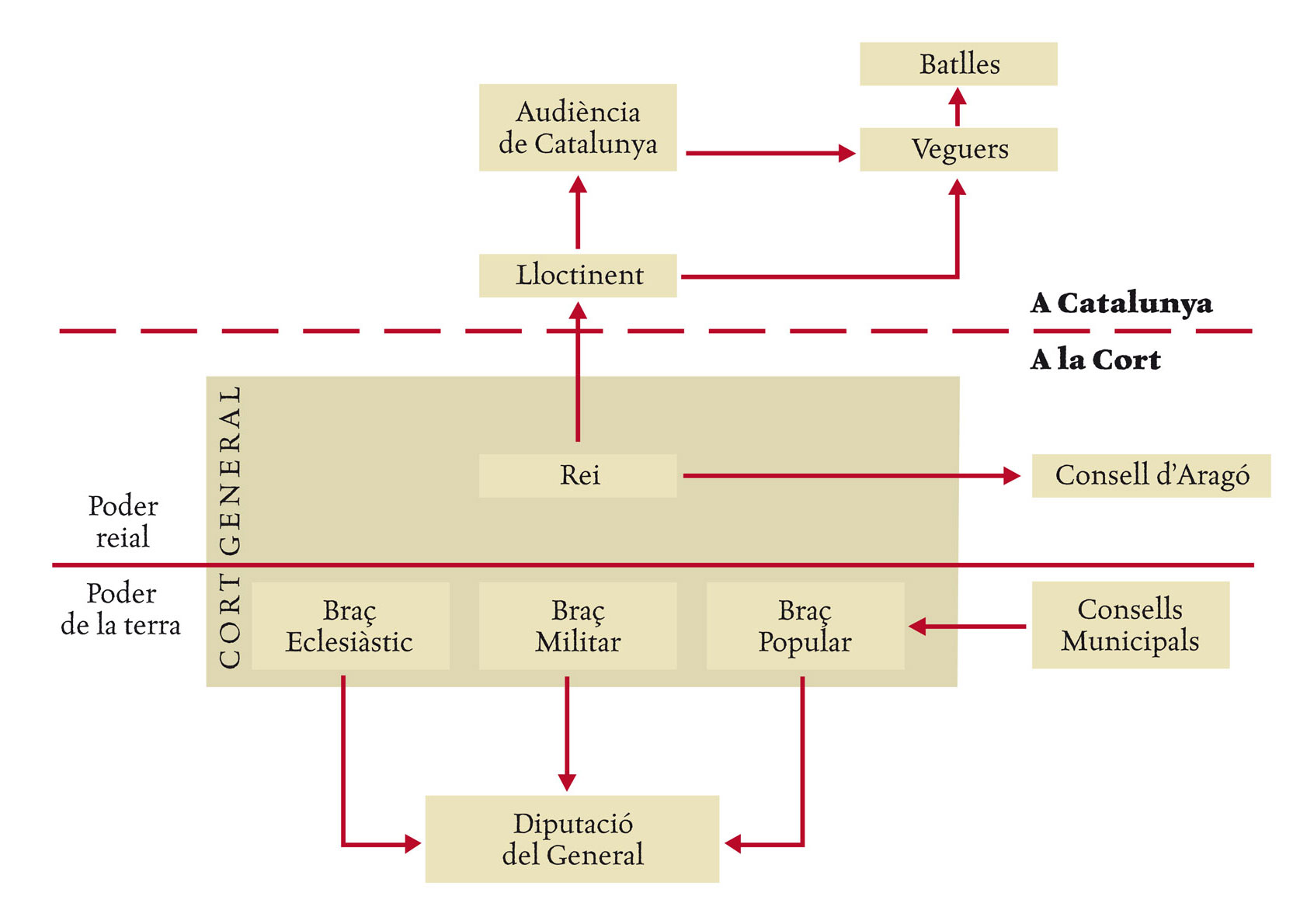
Esquema del sistema constitucional del Principat.

Un «capítol de cort» es diferenciava d'una constitució pel fet que la iniciativa anava a càrrec dels tres Braços (o només d'un d'ells però amb el consentiment dels altres) els quals presentaven una petició al rei per tal que aquest adoptés una determinada resolució. La forma de presentar-li era sempre en segona persona: «... supliquen plàcia a Vostra Majestat estatuir i ordenar...» o d'altres formes semblants, i tot seguit n'explicaven els motius. Les constitucions, en canvi, es distingien per ser escrites en primera persona (el rei).
Si el rei l'aprovava es feia constar simplement: «Plau al Senyor Rei», tot i que tampoc era estrany que el rei hi fes constar també certes restriccions o precisions que matisaven la petició. En cas que ho fes, aquests matís definia el consens de voluntats a què s'havia arribat i, per tant, definia també el contingut de la norma.
A partir de llavors la proposició es convertia en capítol de cort, el qual com a dret paccionat pel consens de la Generalitat catalana representada a les Corts adquiria la mateixa força imperativa que les constitucions reials.

## Especificitats locals

### Regne de València
Les Corts del regne de València, com la resta, també legislava mitjançant capítols de cort, però sovint aquests rebien el nom menys específic d'acte de cort o en altres casos fur, (tot i no ser el mateix en cap dels casos).

### Principat de Catalunya
A Catalunya hi havia un tipus especial de capítols de cort referents a la Diputació del General anomenats capítols «del redreç»